# Ходорово (Могилёвская область)
Хо́дорово (бел. Ходарава) — деревня в Славгородском районе Могилёвской области Белоруссии. Входит в состав Гиженского сельсовета.
В деревне работает ФАП и дом социального обслуживания населения.

## Замечание
На Яндекс. Картах ошибочно называется Кодорово.